# Primiero San Martino di Castrozza
Primiero San Martino di Castrozza är en kommun i provinsen Trento i regionen Trentino-Sydtyrolen i Italien. Kommunen hade 5 398 invånare (2018).
Kommunen Primiero San Martino di Castrozza bildades den 1 januari 2016 genom en sammanslagning av de tidigare kommunerna Fiera di Primiero, Siror, Tonadico och Transacqua.